# تعبئة
الاستخدام أو الاستقطاب أو التَعبِئَة (بالإنجليزية: recruitment) هو مصطلح في الاقتصاد يشير لعملية الجذب، الفحص، الاختيار، والتمهيد للعمل لشخص مؤهل للوظيفة. وتخصص الشركات والمؤسسات الكبيرة قسماً خاصاً من خبراء مختصين في مجال اختيار العاملين الجدد في حالة توسيع نشاط الشركة، وقد تتوجه الشركة أحياناً إلى إحدى وكالات التوظيف التي تسجل أسماء الذين فقدوا عملهم وتسجل كذلك كفاءاتهم ومهارتهم.
مراحل عملية التوظيف تحتوي على: التحليل الوظيفي وتطوير المواصفات الشخصية، استقطاب المرشحين بالتواصل، الإعلان، أو أي طريقة بحث أخرى. ثم مطابقة المرشحين للاحتياج الوظيفي، فرز الأفراد باستخدام الإختبارات (المهارية أو الشخصية)، تقييم حوافز المرشحين وتناسبهم مع احتياجات المنظمة بواسطة المقابلات وتقنيات تقييم أخرى. عملية التوظيف تحتوي كذلك على صناعة وإنهاء العرض الوظيفي والتمهيد الوظيفي للموظفين الجدد.
ويقوم قسم التوظيف في الشركة بالإعلان عن الوظائف الشاغرة في الجرائد الكبيرة أو مواقع التوظيف على الإنترنت، وتفصل مبدئياً بين المتقدمين لشغل الوظيفة على أساس شهاداتهم وخبراتهم، ثم تقوم بدعوة الأقلية التي يمكن أن تستوفي شروط العمل، وتختار الأصلح من ضمنهم بعد إجراء مقابلات فردية معهم.

## التوظيف الداخلي
بعض الأحيان، يتم توظيف مرشح للوظيفة من الداخل، من فريق آخر أو قسم آخر في نفس المنشأة. فائدة هذه الطريقة أن المنشأة تعرف الموظف مسبقاً، وتعرف جداراته وايضاً يمكن أن يكون الوثوق به أسرع وأقل تكلفة من الذين يأتون من الخارج.
التوظيف الداخلي المؤقت لعدد من الأشهر، حيث يتوقع فيه الموظف الرجوع لوظيفته السابقة بعدها، يعرف بالإعارة، والشخص المعار هو الذي يقال عنه معار لفريق جديد. الإعارة ممكن أن تكون بين منشأتين مختلفتين.

## عمليات التوظيف

### التحليل الوظيفي
في الحالات التي يستحدث فيها وظائف جديدة ويوظف عليها للمرة الأولى، التحليل الوظيفي أو في بعض الأحيان تحليل المهمة ذاتها يؤخذ بالاعتبار لتوثيق المتطلبات الحقيقية أو المرادة من الوظيفة. لأجل ذلك هذه المعلومات تؤخذ من مستندات معينة مثل الوصف الوظيفي أو مواصفات المهمة. في العادة المنشأة يكون لديها الوصف الوظيفي الذي يمثل تاريخ أداء الوظيفة. هذه المستندات يجب أن تراجع وتحدث لتعكس احتياجات الحاضر. قبل البدئ بمرحلة التوظيف مواصفات الشخص يحب أنت تحدد ليزود بها متخصصو التوظيف ملحقاً بها متطلبات وأهداف المشروع.

### الإستقطاب
الإستقطاب هو استخدام أكثر من إستراتيجية لجذب وتحديد المرشحين للوظيفة. ممكن أن تحتوي على إعلانات داخلية أو خارجية، استخدام وسائل الإعلان المناسبة، كالجرائد المحلية والوطنية، وسائل إعلانية متخخصة في التوظيف، المنشورات المتخصصة، إعلانات الشوارع، مراكز التوظيف أو مسائل متعددة عبر الإنترنت. بالمقابل المنشأة قد تستخدم مستشاري التوظيف أو وكالة توظيف متخصصة للبحث عن الموظفين النادرين القابعون في أماكنهم وليس باحثون نشطون للتنقل من منشأتهم يمكن أن يحددوا بشكل استباقي. هذا البحث المبدأي للمرشحين الخاملين أيضا يمكن ان ينتج عن وسائل تواصل لمرشح محتمل يكمن أن يتم التواصل معه خفية لاحقاً للفحص والاختيار.

### الفحص والاختيار
المناسبة للوظيفة عادة تُقيّم على أساس البحث عن المهارة، المعرفة، الكفاءة (أو الجدارة)، والمؤهلات ذات العلاقة. وهذه يمكن أن تحدد من خلال فحص السيرة الذاتية، نموذج التقديم على الوظيفة، المقابلة الشخصية وطرق أكثر تفعلية تتضمن تقييمات الأداء، النفسية، المهارات، المهارات العددية، البدنية أو أختبارات القراءة والكتابة. الكثير من المتخصصين في التوظيف يستخدمون أنظمة متابعة المتقدمين للقيام بعمليات التصفية، مع برامج للقياس النفسي وقياس الأداء. تقييم الأداء هي عملية لتقييم ما إذا كان المتقدم للوظيفة يؤدي مسؤوليات تناسب الوظيفة المرشح لها.
في دول كثيرة المنشئات ملزمة في عمليات الفحص والاختيار بقوانين الفرصة المتساوية ومعايير أخلاقية.
بالإضافة لما سبق، المنشئات غالبا تميز المرشحين ذوي المهارات غير التقنية، مثل قيادة الأفراد أو الفرق أو قابلية تعزيز العلامة التجارية للمنشأة عن طريق التعامل مع العملاء والموردين. المنظمات متعددة الجنسيات والمنشئات التي توظف من جنسيات متعددة يبحثون عن مرحشين يتناسبون مع ثقافة التعدد لديهم.

### التوظيف المضاد
التوظيف المضاد يقصد به نوع من التوظيف يستخدم في حالة المنشأة تستهدف موظفاً لدى شركة مشابهة أخرى بإغراءة براتب أفضل ووعد بفرص وظيفية أفضل. كمثال أستقطاب شريك في شركة محاماة لشركة أخرى مختلفة. المرشح الجديد عداة يكون لدية مهارات متعددة ويمكنة أن ينطلق في الوظيفة الجديدة. في بعض الأماكن التوظيف المضاد مستهجن، لكن هذه النوع أصبح منتشراً. وعقود بعض الموظفين يمكن أن تحتوي شرطأ يمنع الموظف من منافسة الشركة الحالية بالانتقال لشركة أخرى.

### التجهيز للعمل
التجهيز للعمل وبالإنجليزية Onboarding يشير إلى عملية مساعدة الموظف الجديد ليكون عضواً منتجاً في المنشأة. المقدمة المخطط له جيداً تساعد الموظفين ليكونوا عمليين بسرعة ومندمجين كلياً بيئة المنشاة الجديدة. التجهيز للعمل جزء من عملية التوظيف لأسباب جذب الموظفين. كثير من المنشئات لديهم حملات تجهيز للموظفين آملين أن يجذبوا أفضل الموظفين الجدد للمنشأة. حملات التجهيز للعمل تتراوح من أسبوع لستة شهور.

## طرق التوظيف
هناك طرق مختلفة للتوظيف ومعظم المنشئات تستخدم طريقتين أو أكثر كجزء من ممارسة التوظيف في المنشأة كجزء من إستراتيجية التوظيف. هناك خمسة نماذج وجدناها وهي:
- عمليات التوظيف داخل المنشاة في الموارد البشرية وفي بعض الحالات يقومون بجميع عمليات التوظيف كاملة. في المنشآت الصغيرة التوظيف يترك لكل مدير على حدة. بينما تدار عمليات التوظيف من قبل المديرين كاملة مع إتخذا القرار النهائي موفروا خدمة خارجيون ممكن أن يوفروا خدمات متخصصة في عمليات التوظيف.
- موفر الخدمة الخارجي للتوظيف قد يكون حلاً للمنشآت الصغيرة والكبيرة جداً.
- وكالات التوظيف متوفرة كخدمات عامة وأيضاً كمنشئات قطاع خاص. الخدمات المتوفره ممكن أن تكون التوظيف الدائم، أو المؤقت أو العرضي. الوكالات قد تكون وكالات عامة تتعامل مع العمالة غير الماهرة والموظفين المحترفون والمدراء أو مايسمى الوكالات المتخصصة في نشاط تجاري أو مهنة معينة.
- مؤسسات البحث التنفيذي للمدراء التنفيذيون والمحترفون. هذه المؤسسات تشتغل على أكثر من نموذج عمل كعقود التوظيف الموسمية أو الدائمة أو الخليط بينهما. يستخدم فيها الإعلان عن الوظائف لضمان تدفق المرشحين مع الاعتماد على العلاقات الشخصية كمصدر رئيسي للمرشحين.

من خلال الإنترنت يتضمن المواقع ومجركات البحث عن وظائف لجمع أكبر عدد ممكن من المرشحين بالإعلان عن الوظيفة في منطقة جغرافية كبيرة. بالإضافة إلى الشبكات الاجتماعية التي تداخلت مع وسائل الإنترنت وأصبحت مصادر كبرى للمرشحين.

### عمليات التوظيف داخل المنشاة
كثير من تعقد الكثير من عمليات التوظيف داخل المنشاة نفسها. مستعملين قسم الموارد البشرية. مدراء التوظيف بتعاملون مع المرشحين ومحتلف الإدارات. بالإضافة للتنسيق مع وكالات التوظيف المذكورة سابقاً، التوظيف في الداخل يمكن أن يعلن عن الشواغر في موقع الشركة على الإنترنت أو أي مواقع أخرى، ويتعاملون مع طلبات التوظيف لموظفين من داخل الشركة، يستهدفون ويصطادون المرشحين الأكثر تناسباً مع المتطلبات (كما في مؤسسات التوظيف المنفصلة)، العمل مع الجمعيات الخارجية، مؤسسات التبادل الوظيفي والتركيز على توظيف الخريجين الجدد في حرم الجامعات. بعض المنشئات الكبيرة تختار أن تستعين بوكالات أو موسسات خارجية لكل أو بعض عمليات التوظيف. وأيضا من الممارسات المنتشرة مايسمى مكافئات الإحالة التي تحفز الموظفين لاستقطاب موظفين مرشحين آخرين من شبكة معارفهم.

### الموظِفون الداخليون
الموظِف الداخلي أو الموظِف المقيم أو موظِف الشركة هو عضوا في المنشأة وفي العادة يعمل في إدارة الموارد البشرية. الموظِفون الداخليون يمكن أن يكونون متعددوا المهام، كمسؤول موارد بشرية بشكل عام أو يركز على العمل كموظِف داخلي. الأنشطة تختلف من منشأة إلى أخرى مثل فحص السيرة الذاتية القيام بالاختبارات المهارية واختبارات الشخصية، مقابلات العمل، إجراء الفحوص المرجعية، إدارة عقود التوظيف، استشارات الموظفين في المنافع، إلحاق الموظفين الجدد والتوظيف على متعهدين لفترات مؤقته. إجراء المقابلات للمستقيلين. يمكن أن يكونو موظفين مؤقتين أو دائمين. الموظِفين المؤقتين غالباً يتنقلون من شركة إلى أخرى، يعملون لفترات محدودة تلبية لحاجات معينة في التوظيف. مسؤولياتهم هي تصفية المرشحين حسب حاجة العميل.

### إحالات الموظفين
برامج إحالات الموظفين هو نظام يقوم على فكرة تحفيز الموظفين الحاليين في المنشأة على اقتراح مرشحين لوظائف في المنشأة وعندما يتم توظيف هذا المرشح المقترح يحصل الموظف الذي اقترح التوظيف على مكافئة مالية. الباحثون عن العمل يمكن أن يحالون أيضاً للمؤسسة عن طريق طرف ثالث متخصص في مجال معين وفقاً لآلية معينة وشروط تؤدي إلى توفير مرشحين لوظائف معينة في المؤسسة.
في نفس الحالات المنشآت توفر المكافئات الإحالات إذا استمر مع المنشأة لمدة متفق عليها غاليا 3 إلى 6 أشهر. وكمية المكافئة تعتمد على درجة الموظف الجديد، وظائف الرتب العالية تعطي مكافئات أعلى. وهذه الطريقة لا تستخدم لوظائف الإدارة العليا.

### التعاقد الخارجي
مقدم خدمة التوظيف الخارجي ربما يتناسب مع المنشآت الصغيرة التي لا تتسهل لديها عمليات التوظيف. في أغلب الحالات المنشأت الكبرى توقع عفد توظيف خارجي مع موفر خدمة ما ويقوم بمناقسة تفاصيل العقد استشاري التوظيف. وتعرف في عالم الأعمال بالتعاقد للتوظيف. التعاقد للتوظيف ممكن أن يحتوي على استشارات إستراتيجية في إستقطاب ذوي المواهب، التوظيف لإدارات أو مهارات معينة أو توفير خدمة التوظيف كاملة من مقدم الخدمة.

### التوظيف في الحرم الجامعي
التوظيف الجامعي لم يتم خدمته بالشكل المطلوب والمنشئات لم تقدر القيمة الحقيقية لبرامج التوظيف الجامعية.
أفل من نصف موظفي الشركات الكبرى حصلوا على تدريب كافي على مهارات المقابلة الشخصية.
الموظِفون يميلون إلى تشكيل انطباع إيجابي أو سلبي عن شهادات المتقدم الجامعية في أول دقائق المقابلة الشخصية، والقليل من الوقت لجمع معلومات تدعم قرار التوظيف. الموظِفون إيضاً يميلون أكثر للحديث مع المتقدمين الذين يعتقدون أنهم أكثر أهلية للوظيفة من المتقدمين الذي لا يعتقدون أنهم ماهلين لنيل الوظيفة ويتم هذا التصنيف بشكل سطحي جداً. ويتبع الموظِفون سياسة المنشأة في النص الحديث مع المتقدم بحيث يغطون المواضيع التي يتفق عليها مسبقاً ويفشلون في الحديث عن أمور مهمة. هل هذه الملاحظات تعني وجود ضعف في مهارات المقابلة الشخصية.

### وكالات التوظيف
وكالات التوظيف تعمل في القطاع الخاص والعام. الوكالات الحكومية العامة لها تاريخ طويل، غالباً إنشأت للتقليل من آثار البطالة في أوثات الركود الاقتصادي كما هو الحال في برنامج نيو ديل في أمريكا أو مركز التوظيف بلص في المملكة المتحدة.
صناعة التوظيف التجارية قائمة على مبدأ توفير مرشح لمنشأة ما بمقابل سعر. في بعض الوكالات تكون عملية الدفع مستحقة إذا تم توظيف المرشح ونجح في البقاء في المنشأة إلى انتهاء فترة التجربة. وفي المقابل هناك وكالات تدفع لها مبالغ شهرية حتى يتم التأكد من تحقيق خطة التوظيف المسبق الإتفاق عليها. وبعد ذلك تدفع المنشاة جزء من الراتب بعد التوظيف وانتهاء فترة التجربة.

### خدمات التوظيف عبر الإنترنت

#### مواقع التوظيف
هذه المواقع لها هدفين، قاعدة بيانات للسير الذاتية للباحثين عن عمل، وقاعدة بيانات للوظائف المطلوبة من المنشئات المختلفة. يمكن للباحث عن عمل رفع سيرته الذاتية ليتم إضافتها في مواقع البحث ليتم العثور علها عن طريق المنشئات الباحثة. تفرض رسوم على كل إعلان وظيفي أو صلاحية دخول قاعدة بيانات المباحثين عن العمل.

#### التوظيف الاجتماعي
ويقصد به التوظيف عبر قنوات التواصل الاجتماعي مثل الفيسبوك، تويتر ولينكد إن. 

## التوظيف المعتمد على الجدارة
التوظيف المعتمد على الجدارة هي عملية التوظيف المعتمدة على قدرة المرشحين على الحديث عن خبراتهم المهنية والتي يمكن أن تستخدم كدليل على وجود جدارة ما عند المرشح. يوضح المرشحون المهارات التي يملكونها في نموذج التقديم وبعد ذلك في المقابلة والتي تسمى في هذه الحالة المقابلة المعتمدة على الجدارة.
الهدف أن تكون العملية أكثر عدالة من عمليات التوظيف الأخرى بسرد الجدارات المطلوبة بشكل واضح والتأكد من وجودها في المرشح بطريقة تجعل الموَظِّف لايميل لمرشح على حساب آخر. ونفترض هنا أن حرية تصرف الموَظِّف غير مرغوبة. وكنتيحة لإنصاف العملية، تصبح عملية مطلوبة في القطاع العام. التوظيف المعتمد على الجدارة يركز بشكل كبير على قدرات المرشح على سرد القصص كمؤشر على الجدارة. وتقلل من شأن مؤشرات أخرى لمهارة المرشح المحتمل مثل التوصيات والمراجع.

### أفضل الممارسات
وجود نموذج جدارات للمجموعات والوظائف، يمكِّن المنشئآت من استخدام الجدارات كمعايير لتقييم المرشحين من خلال عمليتي الفحص والاختيار وأيضاً الإعلان والتواصل مع المرشحين المحتملين داخل المنظمة.
الجدارات تدعم عملية التوظيف والاختيار عن طريق:
- توفير معايير عادلة وصحيحة وحسنة النية وغير متحيزه يمكن على أساسها تقييم جدارات المتقدمين وإمكانية تنفيذ المهام المحددة للوظيفة.
- تحسين شفافية عملية الاختيار عن الطريق التواصل الواضح للمارسات التي تجعل المرشح مناسب للوظيفة.
- المشاركة في تصميم عملية توظيف واختيار واضحة المعالم وذات كفاءة وفعالية عالية.
- خلق الكفاءة من خلال تقديم أدوات وعمليات توظيف قابلة لإعادة الاستخدام (مثل بنوك الأسئلة للمقابلات الشخصية، مراجع مرتبه بحسب الجدارة، نماذج مقابلات مرتبة بحسب الوظيفة في المنشأة، نماذج لتقمص الأدوار ومحاكاة العمل، اختبارات معدة مسبقاً).
- توفير معايير صريحة وشفافة لإعطاء المرشحين ردود فعل عن أدائهم في عملية الاختيار لإدارجها ضمن خطة التطوير المستقبلية.
- توفير معايير لتقييم عملية الاختيار بربط نتائج عملية الاختيار مع تقييم الأداء المبني على الجدارة.

بعض النماذج السائدة للتوظيف والاختيار على أساس الجدارة تتضمن التالي:
- إشعارات متطلبات الوظيفة – نموذج يعد لتحديد الكيفية التي تنعكس عليها الجدارات. إشعارات بخصوص الوظائف التي ستملأ. وعندما يكتمل نموذج الجدارات يجب تضمين تنبيه بسيط لكل أنواع الوظائف.
- أدلة المقابلات والفحص المرجعي – تطوير نماذج مقابلات وأدلة فحص مرجعي لكل نوع من الوظائف، تتضمن تعليمات وطريقة تقييم. وتكون متوفرة لمدراء التوظيف ومستشاري الموارد البشرية.
- سجل متابعة الموظف المعتمد على الجدارات – سجل متابعة الموظف تسمح للموظف/المتقدم لتوثيق خبراته وإنجازاته المتعلقة بالجدارة المطلوبة للوظيفة داخل المنشأة. عند اكتمالها، يقوم شخص مدرب على تقييم مدى ثبوت الجدارة المطلوبة في المثال المكتوب باستخدام معايير موحدة. في العادة، يقدم المرشح/الموظف مرجع يمكنه المصادقة على صحة الأمثلة المقدمة. يمكن أن تستخدم النتائج كجزئ من عملية التوظيف واهداف أخرى. (مثال: تحليل فجوة الجدارا للتعلم والتطوير، إدارة التعاقب، وتخطيط الموارد البشرية).
- طرق تقييم أخرى معتمدة على الجدارات – هناك طرق أخرى مختلفة للتقيم المعتمد على الجدارت يمكن إستخدامها في عملية الاختيار من ضمنها الاختبارات الجاهزة، لعب الأدوار أو المحاكاة لحالات يواجهها الموظف. عند تصميم وتطبيق أي منهجية، من المهم جدا أن تكون يمكن الدفاع عنها (أي أنها موثوقة ونزيهة وصحيحة وغير منحازة).
- التدريب المبني على اختيار بواسطة الجدارات – على المدراء أن يكون لديهم معرفة ومهارة لتطبيق منهجيات التقييم المبني على الجدارات المذكورة في الأعلي للوصول إلى عملية اختيار صالحة. وبالمقابل، على الموظفين أن يكونوا قادرين على المشاركة بفاعلية في إعطاء صورة دقيقة لعملية الجدارت. أخيراً، على المدراء ومدراء الموارد البشرية أن يكونوا قادرين على تقديم عملية اختيار ذات كفاءة وفاعلية عالية (أي أنها موثوقة ونزيهة وصحيحة وغير منحازة). كل هذا يتطلب تدريب موجة وبرامج تحضيرية للتأكد أن كل المعنيين بالأمر لديهم المهارات المطلوبة.

### التطبيق
يتم تطوير نموذج الجدارات ليشمل مجموعات وظائف عديدة، يقترح تطبيق المراحل التالية لإستخدامها لتطوير عملية التوظيف والاختيار في عموم المنشأة:

#### المرحلة الأولى
- توضيح السياسات وقواعد إتخاذ القرار لإستخدام الجدارات في عمليتي التوظيف والاختيار.
- تحديد الإعبارات/الإرشادات للمعلومات التي تتضمن إشعارات الوظائف.
- تطوير تماذج إشعارات لمتطلبات الوظائف عند توفر نموذج الجدارات.
- تعديل أو بناء بنك أسئلة المقابلة الشخصية أو المرجع وتنظيمها حسب الجدارة الموجودة في نموذج الجدارات للمنشأة.
- تعديل أو بناء ادوات تقييم أخرى معتمده على الجدارات (مثل سجل متابعة الموظف) يمكن إستخدامها على أكثر من مجموعة في المنشأة.

#### المرحلة الثانية
- عندما يكتمل نموذج الجدارات يتم تطوير وتنفيذ عمليات التوظيف والاختيار بما يتفق مع السياسات والأدوات/النماذج المعرفة في المرحلة الأولى. ويتطلب أيضاً مراجعة وتقييم فعالية وكفاءة هذه العمليات وتعديل السياسات والإجرائات والنماذج إلخ كلما لزم الأمر.
- التخطيط لتدريب المدراء وموظفي الموارد البشرية على منهج مناسب للمقابلات المعتمد على الجدارات (مثل المقابلات السلوكية أو الظرفية). هذا التدريب يجب أن يكون في الوقت المناسب أي عند اكتمال نموذج الجدارات لمختلف الوظائف.
- التخطيط لتصميم وتنفيذ برامج تحضيرية وتدريبية للموظفين على كيفية المشاركة في عملية التوظيف والاختيار المبنية على الجدارات (كعملية جديدة يتم تطبيقها).
- جمع معلومات عن فعالية عملية التوظيف والاختيار (مثال: ربط النتائج عملية الاختيار بالأداء في عملية التدريب على رأس العمل) وتعديل العملية كلما احتاج ذلك.

## اقرأ أيضاً
- وكالة استخدام
- وقت العمل
- حجم الأعمال (اقتصاد)
- نظام إدارة التعلم